# Portão (ort)
Portão är en ort i Brasilien.   Den ligger i kommunen Portão och delstaten Rio Grande do Sul, i den södra delen av landet, 1 600 km söder om huvudstaden Brasília. Portão ligger 49 meter över havet och antalet invånare är 21 051.
Terrängen runt Portão är platt. Runt Portão är det mycket tätbefolkat, med 1 956 invånare per kvadratkilometer.. Närmaste större samhälle är Novo Hamburgo, 11,0 km öster om Portão.
Runt Portão är det i huvudsak tätbebyggt.